# Fluoridreto de argônio
O Fluoridreto de Argônio (HArF) foi o primeiro composto conhecido do elemento químico argônio.
A descoberta deste primeiro composto de argônio é creditada a um grupo de cientistas finlandeses, conduzido por Markku Räsänen. Eles anunciaram a descoberta desse composto em 24 de agosto de 2000, na revista Nature.

## Síntese
HArF foi sintetizado pela mistura de argônio e fluoreto de hidrogênio (HF) em uma superfície de iodeto de césio a uma temperatura de -265 °C, que foi exposta a uma intensa radiação ultravioleta, que fez com que os dois gases se combinassem, formando a molécula do fluoridreto de argônio , o primeiro composto verdadeiro e relativamente estável de argônio(já se conheciam clatratos e alguns íons e moléculas transientes do elemento, mas que nunca puderam ser isolados e não constituíam compostos verdadeiros). O espectro infravermelho da mistura de gases  resultante mostrou que definitivamente havia ligações químicas entre os elementos, embora muito fracas, portanto, era realmente formado o fluoridreto de argônio. Suas ligações químicas são estáveis somente se a substância for mantida a temperaturas inferiores a -256 °C; com o aquecimento acima desse limite, o HArF se decompõe em argônio e fluoreto de hidrogênio.

## Outros compostos/Íons
Já eram conhecidos alguns íons e moléculas transientes contendo argônio, tais como o ArH+, o HeAr+, ArF+, Ar2+, etc, mas que nunca puderam ser isolados ,devido ao fato de só se formarem em um tubo de descarga de gases a baixas pressões e só existirem por um curto período de tempo no estado excitado (excímeros). A partir do ano 2000, com a descoberta do fluoridreto de argônio, diversos cientistas vem tentando preparar outros compostos estáveis do elemento. Em 2003 foi descoberto o difluoreto de argônio (ArF2) na Finlândia por Helmut Dorrenhatt , sendo que atualmente se conhecem dois compostos químicos do argônio: o fluorohidreto de argônio e o difluoreto de argônio. O íon divalente metaestável ArCF2+2 também é conhecido. Sua estrutura provavelmente é
F2C = Ar+2